# NGC 6743
NGC 6743 est un groupe d'étoiles situé dans la constellation de la Lyre,. L'astronome britannique John Herschel a enregistré la position de ce groupe le 6 juillet 1828.
Les bases de données NASA/IPAC, Simbad et HyperLeda indiquent qu'il s'agit d'un amas ouvert. NGC 6743 est aussi mentionné comme un amas ouvert dans un article publié en 2011. Selon cette publication, son âge serait de 1,4 milliard d'années . NGC 6743 est absent du site WEBDA consacré aux amas ouverts. Les amas ouverts survivent en général quelques dizaines ou centaines de millions d'années, car la gravité de l'ensemble n'est pas suffisamment grande pour retenir les étoiles et elles finissent par se disperser dans la Voie lactée. Il est donc plus probable que NGC 6743 soit un groupe d'étoiles qu'un amas ouvert, comme le soutiennent le professeur Seligman et Wolfgang Steinicke. 